# Tachymarptis
Genre
Le genre Tachymarptis comprend deux espèces de martinets.

## Liste des espèces
D'après la classification de référence (version 2.2, 2009) du Congrès ornithologique international (ordre phylogénique) :
- Tachymarptis melba – Martinet à ventre blanc
- Tachymarptis aequatorialis – Martinet marbré